# Staurogyne macrophylla
Staurogyne macrophylla är en akantusväxtart som beskrevs av Carl Ernst Otto Kuntze. Staurogyne macrophylla ingår i släktet Staurogyne och familjen akantusväxter. Inga underarter finns listade i Catalogue of Life.